# Владычино (Волоколамский городской округ)
Владычино — деревня в Волоколамском районе Московской области России. Входит в состав сельского поселения Кашинское. Население — 169 чел. (2010).

## География
Деревня Владычино расположена на северо-западе Московской области, в северной части Волоколамского района, примерно в 5 км к северо-западу от города Волоколамска, на левом берегу реки Ламы (бассейн Иваньковского водохранилища). Связана автобусным сообщением с районным центром. Соседние населённые пункты — деревни Алферьево и Путятино.

## Название
Название деревни возникло не позднее XV века и может быть трактовано как «село новгородского владыки», так как в то время земли Волока Ламского входили в Новгородскую епархию и, вероятно, здесь располагалась упоминаемая в новгородском документе 1485 года «землица Святой Софии… на Волоце». На плане 1784 года деревня указана как Владычня.

## Население
| 1852 | 1859 | 1926 | 2002 | 2006 | 2010 |
| ---- | ---- | ---- | ---- | ---- | ---- |
| 112  | ↗133 | ↗453 | ↘150 | ↗157 | ↗169 |

## История
В «Списке населённых мест» 1862 года Влодычно (Владычня) — владельческая деревня 2-го стана Волоколамского уезда Московской губернии по левую сторону Старицко-Зубцовском тракте от города Волоколамска до села Ярополча, в 7 верстах от уездного города, при реке Ламе, с 12 дворами и 133 жителями (62 мужчины, 71 женщина).
По данным 1890 года входила в состав Яропольской волости Волоколамского уезда, число душ мужского пола составляло 74 человека.
В 1913 году — 57 дворов и усадьба Фролова.
По материалам Всесоюзной переписи 1926 года — центр Владычинского сельсовета Яропольской волости Волоколамского уезда, образованного в 1924 году, проживало 453 жителя (197 мужчин, 256 женщин), насчитывалось 81 крестьянское хозяйство, имелась школа.
С 1929 года — населённый пункт в составе Волоколамского района Московского округа Московской области. Постановлением ЦИК и СНК от 23 июля 1930 года округа как административно-территориальные единицы были ликвидированы.
1929—1952 гг. — деревня Алферьевского сельсовета Волоколамского района.
1952—1954 гг. — деревня Щёкинского сельсовета Волоколамского района.
1954—1963 гг. — деревня Кашинского сельсовета Волоколамского района.
1963—1965 гг. — деревня Кашинского сельсовета Волоколамского укрупнённого сельского района.
1965—1972 гг. — деревня Кашинского сельсовета Волоколамского района.
1972—1994 гг. — деревня Ченецкого сельсовета Волоколамского района.
В 1994 году Московской областной думой было утверждено положение о местном самоуправлении в Московской области, сельские советы как административно-территориальные единицы были преобразованы в сельские округа.
1994—2006 гг. — деревня Ченецкого сельского округа Волоколамского района.
С 2006 года — деревня сельского поселения Кашинское Волоколамского муниципального района Московской области.
У деревни находится воинское захоронение времён Великой Отечественной войны.